# East Los Angeles
East Los Angeles (oft verkürzt auf East L.A. oder East Los oder spanisch El Este de Los Ángeles) ist ein Unincorporated area und Census-designated place (CDP) im Los Angeles County im US-Bundesstaat Kalifornien, Vereinigte Staaten. Das U.S. Census Bureau hat bei der Volkszählung 2020 eine Einwohnerzahl von 118.786 ermittelt. Die geographischen Koordinaten sind: 34,03° Nord, 118,17° West. Das Stadtgebiet hat eine Größe von 19,3 Quadratkilometer.
Die Stadt grenzt im Westen an Boyle Heights, einem Stadtteil von Los Angeles, im Nordwesten an das gemeindefreie Gebiet City Terrace, im Nordosten an Monterey Park, im Osten an Montebello und im Süden an Commerce.
East Los Angeles wurde bis zu ihrem Tod im Mai 2023 durch Gloria Molina im Los Angeles County Board of Supervisors vertreten. Die polizeiliche Aufsicht über das Gebiet wird durch das Los Angeles County Sheriff’s Department ausgeübt und die zuständige Feuerwehr ist das Los Angeles County Fire Department.

## Geographie
Der CDP liegt direkt östlich von Downtown Los Angeles.
Nach den Angaben des United States Census Bureaus hat das Gebiet eine Größe von 19,3 km², die vollständig auf Land entfallen.

## Politik
East Los Angeles wird in der kalifornischen Legislative durch mehrere Abgeordnete vertreten. Abhängig von der Lage sind in der California State Assembly im 58. Wahlbezirk Charles Calderon, im 45. Wahlbezirk Kevin De Leon, im 46. Wahlbezirk Fabian Nunez oder im 49. Wahlbezirk Mike Eng zuständig. Im California State Senate wird East Los Angeles durch Gloria Romero im 24. Wahlbezirk, Ronald S. Calderon im 30. Wahlbezirk und Gil Cedillo im 22. Wahlbezirk vertreten. Im Repräsentantenhaus der Vereinigten Staaten sind die von East Los Angeles mitbestimmten Abgeordneten Grace Napolitano (38. Wahlbezirk), Lucille Roybal-Allard (34. Wahlbezirk) und Hilda Solis (32. Wahlbezirk).
In der Vergangenheit sind verschiedene Versuche fehlgeschlagen, das Siedlungsgebiet zur City zu erheben. Trotzdem werben die Einwohner für dieses Anliegen, das von Gloria Romero und Grace Napolitano unterstützt wird.

## Demographie
Zum Zeitpunkt des United States Census 2000 bewohnten East Los Angeles 124.283 Personen. Die Bevölkerungsdichte betrug 6449,7 Personen pro km². Es gab 31.096 Wohneinheiten, durchschnittlich 1613,7 pro km². Die Bevölkerung von East Los Angeles bestand zu 6,77 % aus Weißen, 4,52 % Schwarzen oder African American, 1,29 % Native American, 0,77 % Asian, 0,06 % Pacific Islander, 54,01 % gaben an, anderen Rassen anzugehören und 4,22 % nannten zwei oder mehr Rassen. 87,92 % der Bevölkerung erklärten, Hispanics oder Latinos jeglicher Rasse zu sein.
Die Bewohner von East Los Angeles verteilten sich auf 29.844 Haushalte, von denen in 51,7 % Kinder unter 18 Jahren lebten. 53,1 % der Haushalte stellen Verheiratete, 21,7 % hatten einen weiblichen Haushaltsvorstand ohne Ehemann und 16,0 % bildeten keine Familien. 12,5 % der Haushalte bestanden aus Einzelpersonen und in 6,4 % aller Haushalte lebte jemand im Alter von 65 Jahren oder mehr alleine. Die durchschnittliche Haushaltsgröße betrug 4,15 und die durchschnittliche Familiengröße 4,42 Personen.
Die Stadtbevölkerung verteilte sich auf 34,6 % Minderjährige, 12,6 % 18–24-Jährige, 30,7 % 25–44-Jährige, 14,2 % 45–64-Jährige und 7,9 % im Alter von 65 Jahren oder mehr. Das Durchschnittsalter betrug 26 Jahre. Auf jeweils 100 Frauen entfielen 101,6 Männer. Bei den über 18-Jährigen entfielen auf 100 Frauen 99,2 Männer.
Das mittlere Haushaltseinkommen in East Los Angeles betrug 28.544 US-Dollar und das mittlere Familieneinkommen erreichte die Höhe von 29.755 US-Dollar. Das Durchschnittseinkommen der Männer betrug 21.065 US-Dollar, gegenüber 18.475 US-Dollar bei den Frauen. Das Pro-Kopf-Einkommen in East Los Angeles war 9543 US-Dollar. 27,2 % der Bevölkerung und 24,7 % der Familien hatten ein Einkommen unterhalb der Armutsgrenze, davon waren 35,0 % der Minderjährigen und 13,5 % der Altersgruppe 65 Jahre und mehr betroffen.
| Datum         | Einwohner |
| ------------- | --------- |
| 1. April 1960 | 104.270   |
| 1. April 1970 | 104.881   |
| 1. April 1980 | 110.017   |
| 1. April 1990 | 126.379   |
| 1. April 2000 | 124.283   |
| 1. April 2010 | 126.496   |
| 1. April 2020 | 118.786   |

## Persönlichkeiten
Söhne und Töchter der Stadt
- Michael A. Nelson (1937–2024), Generalleutnant der United States Air Force
- Rick Rosas (1949–2014), Musiker, u. a. Bassist bei Joe Walsh und Neil Young
- Moctesuma Esparza (* 1949), Filmproduzent, Unterhaltungsmanager, Unternehmer und Aktivist
- Ronald M. Evans (* 1949), Molekularbiologe und Physiologe
- Alice Bag (* 1958), Sängerin und Autorin
- Marisa Ramirez (* 1977), Schauspielerin und Model

Persönlichkeiten, die vor Ort gewirkt haben

Die Stadt war und ist Wohnort bekannter Persönlichkeiten.
- Juan Alfredo Arzube (1918–2007), Altweihbischof im Erzbistum Los Angeles (USA)
- Jaime Escalante (1930–2010), Professor und Lehrer für Mathematik
- Lucille Roybal-Allard (* 1941), Politikerin im US-Kongress
- Edward James Olmos (* 1947), Schauspieler, Regisseur und Produzent
- Helena Maria Viramontes (* 1954), Chicano-Schriftstellerin
- Val Valentino (* 1956), Latino-Magier und Schauspieler
- El Vez (* 1960), Musiker und Singer-Songwriter
- Kid Frost (* 1964), Chicano-Rapper
- Óscar de la Hoya (* 1973), Boxer
- Taboo (* 1975), Latino-Sänger der Gruppe Black Eyed Peas
- will.i.am (* 1975), Rapper der Gruppe Black Eyed Peas